# Manon Revelli
Manon Revelli, née le 26 novembre 2001 au Puy-en-Velay, est une footballeuse française évoluant au poste de défenseur au Servette FCCF.

## Biographie
Manon Revelli est la fille de Romain Revelli, ancien entraîneur adjoint à l'AS Saint-Étienne et ancien entraîneur de l'USL Dunkerque. Elle est née le même jour que deux de ses frères.

### Carrière en club
Manon Revelli commence le football dans son département natal, en Haute-Loire, à l'US Lantriac. En 2008, elle intègre les équipes de jeunes de l'AS Saint-Étienne. Elle évolue ensuite à L'Étrat Le Tour Sportif de 2008 à 2010 puis retourne à l'ASSE de 2014 à 2016. Elle rejoint l'Olympique lyonnais en 2016 et signe son premier contrat professionnel, d'une durée de 3 ans, en juillet 2019. Elle fait ses débuts en équipe senior le 7 septembre 2019 en Division 1 contre le Stade de Reims, et fait ses débuts sur la scène européenne le 25 septembre 2019 contre les Russes du Riazan VDV en seizièmes de finale de la Ligue des champions. Elle est prêtée au Servette FCCF en D1 suisse en janvier 2021, avec qui elle remporte le championnat. Elle effectue son retour dans le championnat de France en Division 1 en pret à En avant Guingamp en Septembre 2021. Après une saison 2021/2022 complète avec En avant Guingamp, elle s'engage définitivement avec ce dernier pour la saison 2022/2023.

### Carrière internationale
Sélectionnée dans toutes les catégories de jeunes avec la France, Manon Revelli participe au titre de champion d'Europe remporté par l'équipe de France U19 en juillet 2019.

## Palmarès
| France -19 ans - Euro -19 ans (1) : - Vainqueur : 2019. | Olympique lyonnais - Championnat de France (1) : - Championne : 2019-20. | Servette Chênois - Championnat de Suisse (1) : - Championne : 2020-21. |

## Statistiques
| Saison     | Club                 | Championnat  | Championnat | Championnat | Coupe(s) nationale(s) | Coupe(s) nationale(s) | Compétition(s) continentale(s) | Compétition(s) continentale(s) | Compétition(s) continentale(s) | Total | Total |
| Saison     | Club                 | Division     | M.          | B.          | M.                    | B.                    | Comp.                          | M.                             | B.                             | M.    | B.    |
| 2019-2020  | Olympique lyonnais   | Division 1   | 1           | 0           | 0                     | 0                     | WCL                            | 1                              | 0                              | 2     | 0     |
| 2020-2021  | Servette FCCF (prêt) | Super League | 14          | 2           | 2                     | 0                     | -                              | -                              | -                              | 16    | 2     |
| 2021-2022  | EA Guigamp (prêt)    | Division 1   | 20          | 0           | 0                     | 0                     | -                              | -                              | -                              | 20    | 0     |
| 2022-2023  | EA Guigamp           | Division 1   | 16          | 0           | 2                     | 1                     | -                              | -                              | -                              | 18    | 1     |
| Sous-total | Sous-total           | Sous-total   | 51          | 3           | 4                     | 1                     | -                              | -                              | -                              | 55    | 4     |